# Нойштадт-ан-дер-Айш
Но́йштадт-ан-дер-Айш (нем. Neustadt an der Aisch) — город и городская община в Германии, районный центр, расположен в земле Бавария. Город расположен на реке Айш (нем. Aisch).
Подчинён административному округу Средняя Франкония. Является районным центром района Нойштадт-ан-дер-Айш-Бад-Виндсхайм. Население составляет 12 165 человек (на 31 декабря 2010 года). Занимает площадь 61,20 км². Официальный код — 09 5 75 153.

## Внутреннее деление
Город подразделяется на 21 административную единицу.

## История
Впервые поселение на этом месте, Ридфельд (нем. Riedfeld), упоминается в 741 году в документах немецкого королевского двора. Следующее упоминание только в 1285 году уже под названием Нивенштадт или Нифенштадт (нем. Nivenstadt).

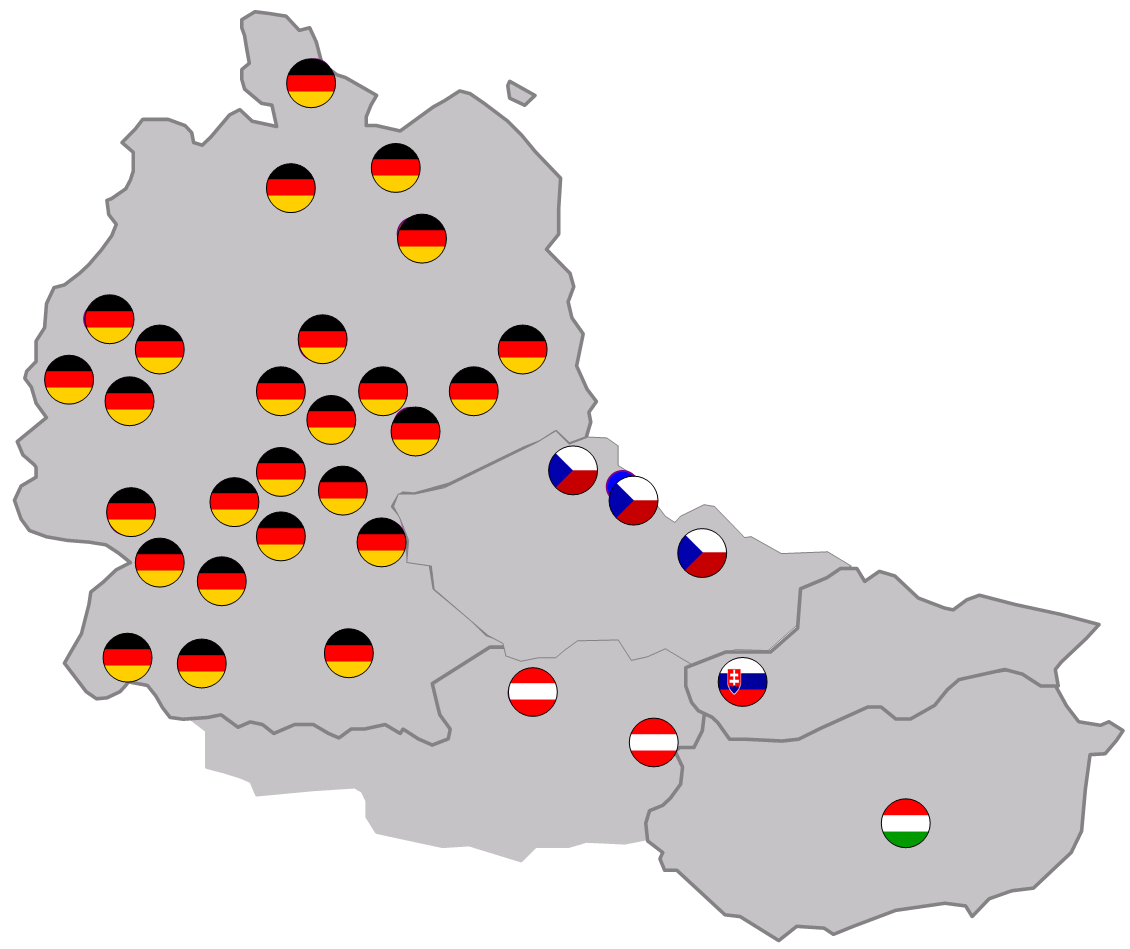
Города с названием «Нойштадт» в Европе

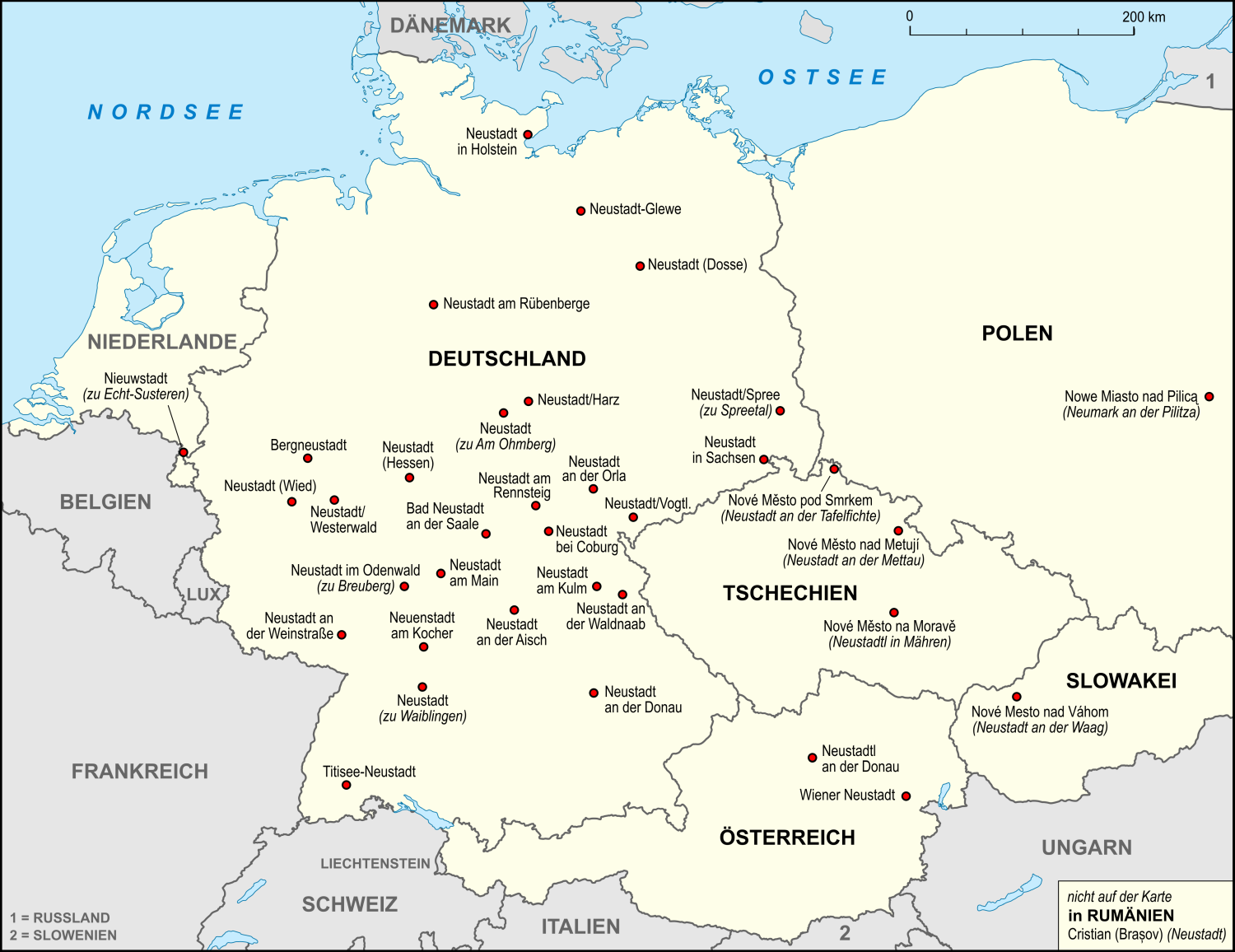
Ассоциация «Нойштадт в Европе».

## Население
По оценке на 31 декабря 2015 года население общины Нойштадт-ан-дер-Айш составляет 12 805 чел. 

| Дата      | 1840 | 1871 | 1900 | 1925 | 1939 | 1950  | 1961  | 1970  | 1987  | 2011  |
| --------- | ---- | ---- | ---- | ---- | ---- | ----- | ----- | ----- | ----- | ----- |
| Население | 6142 | 6180 | 6078 | 7113 | 7641 | 11401 | 11626 | 11520 | 10903 | 12321 |

| Год       | 1960  | 1970  | 1980  | 1990  | 2000  | 2009  | 2010  | 2011  | 2012  | 2013  | 2014  | 2015  |
| --------- | ----- | ----- | ----- | ----- | ----- | ----- | ----- | ----- | ----- | ----- | ----- | ----- |
| Население | 11665 | 11488 | 10636 | 11484 | 12429 | 12196 | 12165 | 12346 | 12351 | 12432 | 12520 | 12805 |